# SM UC-7

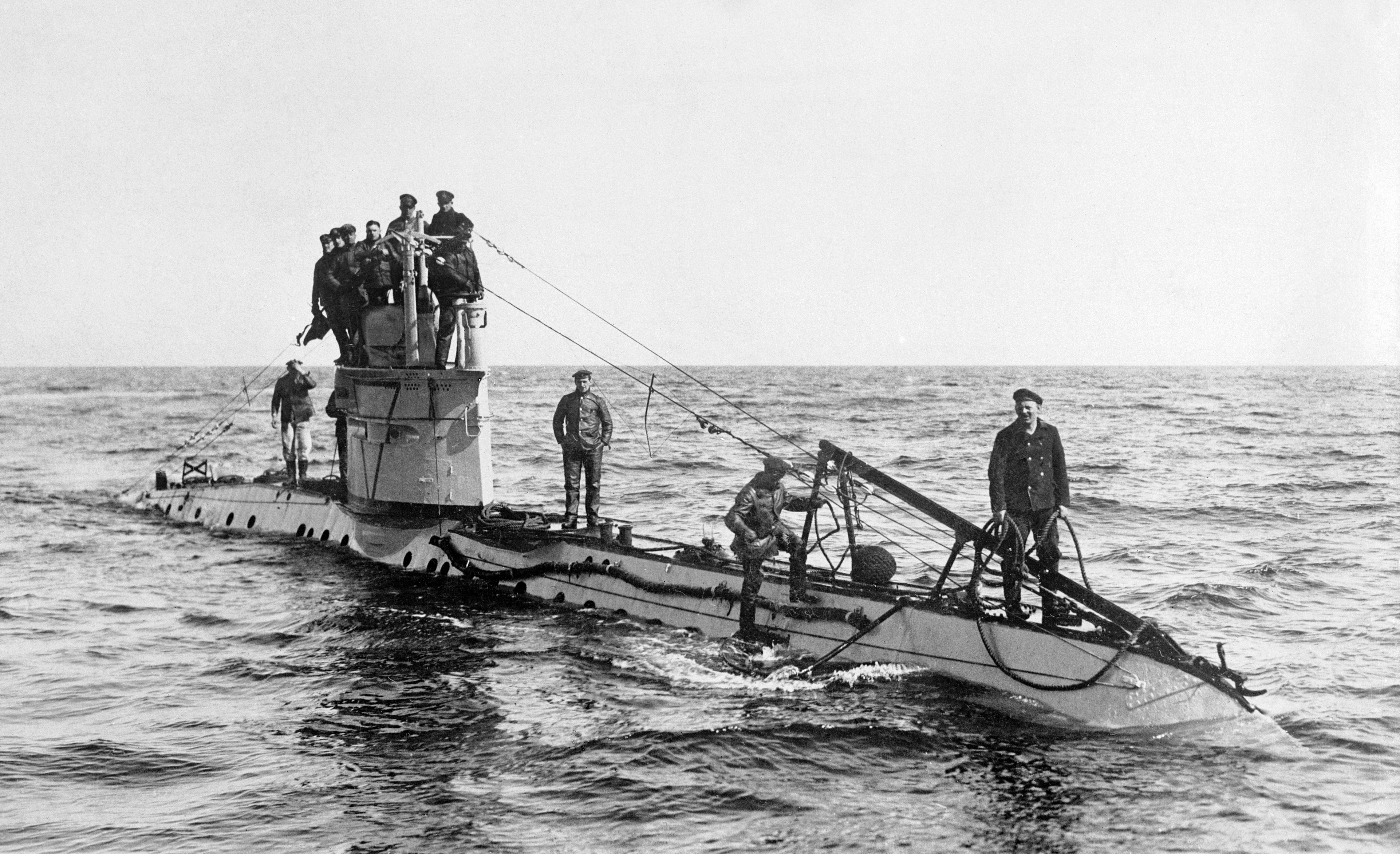
L'équipage d'un allemand UC-1 classe de sous-marin sur le pont vers 1915

Le SM UC-7 (ou Unterseeboot UC- 7) est un sous-marin allemand (U-Boot) de type UC I mouilleur de mines utilisé par la Kaiserliche Marine pendant la Première Guerre mondiale.

## Conception
Sous-marin allemand de type UC I, le SM UC-7 a un déplacement de 168 tonnes en surface et de 183 tonnes en immersion. Il avait une longueur totale de 33,99 m, une largeur de 3,15 m, et un tirant d'eau de 3,04 m. Le sous-marin était propulsé par un moteur diesel Daimler-Motoren-Gesellschaft à six cylindres et quatre temps, produisant 90 chevaux-vapeur (66 kW), un moteur électrique produisant 175 chevaux-vapeur (129 kW) et un arbre d'hélice. Il était capable de fonctionner à une profondeur de 50 mètres.
Le sous-marin avait une vitesse maximale en surface de 6,20 nœuds (11,48 km/h) et une vitesse maximale en immersion de 5,22 nœuds (9,67 km/h). Lorsqu'il est immergé, il peut parcourir 50 milles marins (93 km) à 4 nœuds (7,4 km/h) ; lorsqu'il fait surface, il peut parcourir 780 milles marins (1 440 km) à 5 nœuds (9,3 km/h). Le SM UC-7 était équipé de six tubes de mines de 100 centimètres, douze mines UC 120 et une mitrailleuse de 8 millimètres. Son équipage était composé de quatorze à dix-neuf membres.
Le SM UC-7 a été commandé le 23 novembre 1914 comme le septième d'une série de 15 navires de type UC I (numéro de projet 35a, attribué par l'Inspection des navires sous-marins), dans le cadre du programme de guerre d'expansion de la flotte. Les dix premiers navires de ce type, dont l'UC-7, ont été construits dans le chantier naval Vulcan à Hambourg. Le chantier naval, qui n'avait aucune expérience préalable dans la construction de sous-marins, a estimé la durée de construction du navire à 5-6 mois, et pour respecter ce délai, il a dû arrêter la construction de torpilleurs.

## Affectations
Comme la plupart des sous-marins de sa classe, le SM UC-7 est sous le commandement de la U-Flotille Flanders, qui faisait partie du Marinekorps Flandern  (Corps des Marines flamands), et était déployé depuis Zeebrugge.
- U-Flottille Flandern du 12 août 1915 au 5 juillet 1916

## Commandement
- Oberleutnant zur See (Oblt.) Franz Wäger du 9 juillet 1915 au 29 novembre 1915
- Oberleutnant zur See (Oblt.) Georg Haag du 30 novembre 1915 au 5 juillet 1916

## Patrouilles
Le SM UC-7 a réalisé 34 patrouilles pendant son service actif.

## Navires coulés
Les mines posées par le SM UC-7 ont coulé 31 navires marchands pour un total de 45 734 tonneaux, 1 navire de guerre de 3 520 tonnes et a endommagé 2 navires marchands pour un total de 6 151 tonneaux au cours des 34 patrouilles qu'il effectua.
| Date               | Nom                  | Nationalité | Tonnage | Destin    |
| ------------------ | -------------------- | ----------- | ------- | --------- |
| 1er septembre 1915 | HMT Malta            | Royal Navy  | 138     | Coulé     |
| 1er septembre 1915 | HMT Nadine           | Royal Navy  | 150     | Coulé     |
| 1er septembre 1915 | Savona               | Royaume-Uni | 1 180   | Coulé     |
| 3 septembre 1915   | Churston             | Royaume-Uni | 2 470   | Coulé     |
| 22 septembre 1915  | Koningin Emma        | Pays-Bas    | 9 181   | Coulé     |
| 26 septembre 1915  | Vigilant             | Royaume-Uni | 69      | Coulé     |
| 5 octobre 1915     | Novocastrian         | Royaume-Uni | 1 151   | Coulé     |
| 6 octobre 1915     | Texelstroom          | Pays-Bas    | 1 601   | Coulé     |
| 28 novembre 1915   | HMT William Morrison | Royal Navy  | 212     | Coulé     |
| 8 décembre 1915    | Ignis                | Royaume-Uni | 2 042   | Coulé     |
| 10 décembre 1915   | Ingstad              | Norvège     | 780     | Coulé     |
| 21 décembre 1915   | Knarsdale            | Royaume-Uni | 1 641   | Coulé     |
| 31 décembre 1915   | HMT Speeton          | Royal Navy  | 205     | Coulé     |
| 6 février 1916     | Balgownie            | Royaume-Uni | 1 061   | Coulé     |
| 8 février 1916     | Elswick Manor        | Royaume-Uni | 3 943   | Endommagé |
| 11 février 1916    | Arethusa             | Royal Navy  | 3 520   | Coulé     |
| 26 février 1916    | Dido                 | Royaume-Uni | 4 769   | Coulé     |
| 27 février 1916    | Mecklenburg          | Pays-Bas    | 2 885   | Coulé     |
| 9 mars 1916        | Fauvette             | Royaume-Uni | 2 644   | Coulé     |
| 18 mars 1916       | HMT Ameer            | Royal Navy  | 216     | Coulé     |
| 18 mars 1916       | Lowlands             | Royaume-Uni | 1 789   | Coulé     |
| 19 mars 1916       | HMT Valpa            | Royal Navy  | 230     | Coulé     |
| 24 mars 1916       | Fulmar               | Royaume-Uni | 1 270   | Coulé     |
| 25 mars 1916       | HMD Hilary II        | Royal Navy  | 78      | Coulé     |
| 26 mars 1916       | Cerne                | Royaume-Uni | 2 579   | Coulé     |
| 2 avril 1916       | Bourbaki             | France      | 2 208   | Endommagé |
| 2 avril 1916       | HMT Commandant       | Royal Navy  | 207     | Coulé     |
| 9 avril 1916       | Avon                 | Royaume-Uni | 1 574   | Coulé     |
| 14 avril 1916      | HMT Alberta          | Royal Navy  | 209     | Coulé     |
| 14 avril 1916      | HMT Orcades          | Royal Navy  | 270     | Coulé     |
| 15 avril 1916      | Tusnastabb           | Norvège     | 859     | Coulé     |
| 23 avril 1916      | HMT Lena Melling     | Royal Navy  | 274     | Coulé     |
| 10 mai 1916        | Dolcoath             | Royaume-Uni | 1 706   | Coulé     |
| 18 juin 1916       | Seaconnet            | États-Unis  | 2 294   | Coulé     |

## Destin
Le 3 juillet 1916, le SM UC-7 appareille de Zeebrugge pour aller poser des mines au large des côtes anglaises et ne revient pas. Le 5 juillet, le SM UB-12 aperçoit un sous-marin que l'on pense être le UC-7, à l'ouest du banc de sable Bligh Bank, à 46 km d'Ostende. Le sous-marin en question aurait suivi une trajectoire qui le conduirait dans un champ de mines, mais dans le Verschollen note que l'heure et le lieu seraient corrects si le UC-7 rentrait à la base. Les corps de deux membres d'équipage ont ensuite été rejetés sur la côte flamande le 19 juillet, , tandis que les corps des Oberleutnant zur See Haag et Fischer ont été retrouvés par des bateaux de pêche néerlandais près du Schowen Bank. On prétend que le 'UC-7 a été coulé par le destroyer britannique HMS Salmon le 7 juillet au large de Southwold, mais cela est mis en doute car la position signalée était trop éloignée de la zone d'opération du UC-7.
Une épave que l'on pense être celle du UC 7 a été localisée par des plongeurs ces dernières années.